# Mullit
Mullit är ett mineral av aluminiumsilikat med något varierande sammansättning nära formeln 3Al2O3⋅2SiO2 eller Al4+2xSi2-2xO10-x med x≈0,4.

## Egenskaper
Mullit bildas vid upphettning av kaolinit och andra lermineral  och har en ortorombisk kristallstruktur. Den är sällsynt i naturlig förekomst. Mullit produceras under olika smält- och bränningsprocesser, och används som ett eldfast material på grund av dess höga smältpunkt 1 840 °C. Keramikens SiO2-halt ska vara under 40 % (molförhållande). Vid högre halt SiO2 finns ett eutektikum med lägre smältpunkt, 1595 °C.

## Användning

### Eldfast keramik
År 2006 upptäckte forskare vid University College London och Cardiff University att krukmakare i region Hessen i Tyskland sedan slutet av medeltiden hade använt mullit vid tillverkningen av en typ av degel (så kallade hessiska deglar), som var känd för att göra det möjligt för alkemister att värma sina deglar till mycket höga temperaturer. Sättet att tillverka dem (med hjälp av kaolinlera som upphettades till temperaturer över 1 100 °C) hölls som en väl bevarad hemlighet.
Mullitens morfologi är viktig för dess användning. I det här fallet finns det två vanliga former för mullit. Den ena är små fjäll med kort sida i förhållande till tjockleken och den andra är en nålform med högt sidoförhållande. Om nålformad mullit kan bildas i en keramisk kropp under sintringen, har det effekt på både de mekaniska och de fysikaliska egenskaperna genom att den mekaniska hållfastheten och värmechockbeständigheten ökar. Detta beror på keramikens kemiska sammansättning.

### Katalysatorer
Ny forskning visar att en syntetisk analog mullit kan vara en effektiv ersättning för platina i katalysatorer för att minska mängden föroreningar från dieselmotorer.